# Owego and Harford Railway
Die Owego & Harford Railway (AAR-reporting mark: OHRY) ist eine Class-3-Bahngesellschaft (local railroad), die seit 1992 Schienengüterverkehr auf der etwa 44 km langen Strecke Owego–Harford Mills im US-Bundesstaat New York erbringt. Im August 2020 wurde bekanntgegeben, dass das bisher durch den Unternehmer Steven C. May gehaltene Unternehmen vorbehaltlich kartellrechtlicher Genehmigungen seine Aktivitäten und Anlagen an die R. J. Corman Railroad Group verkaufen wird.

## Geschichte

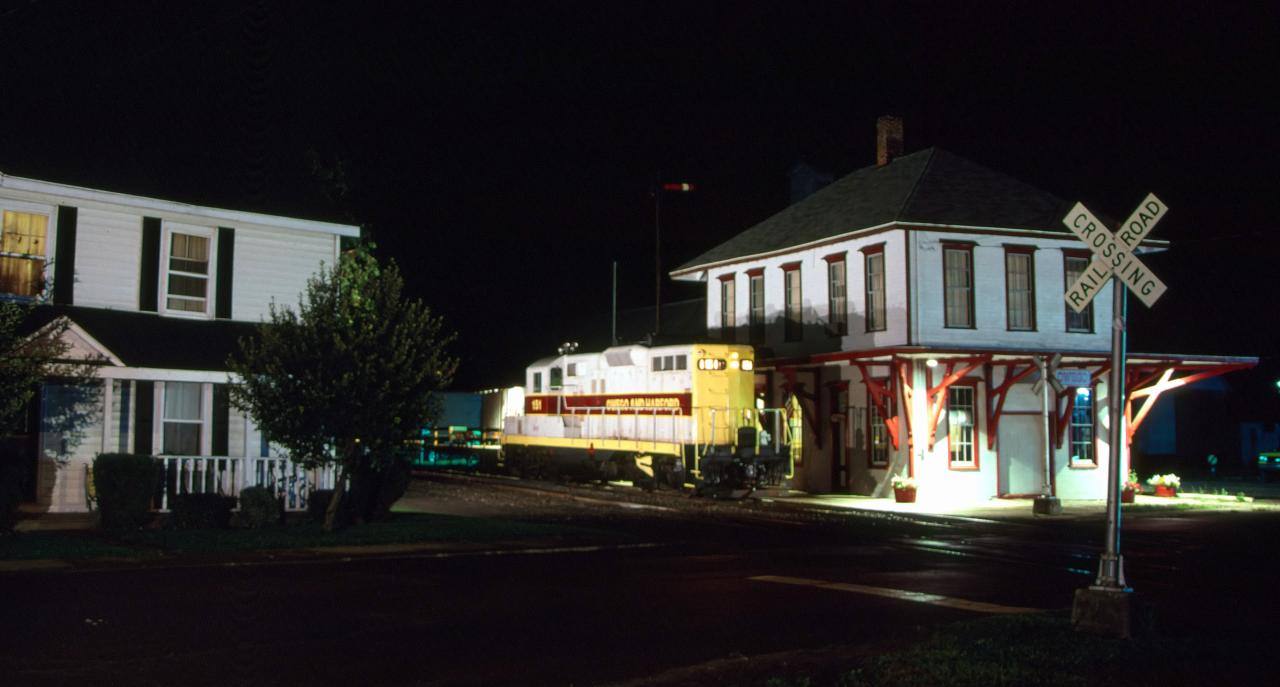
Diesellokomotive 151 der OHRY in Owego, 1994

1870 hatte die Southern Central Railroad eine Bahnstrecke von Owego an der Hauptstrecke der Erie Railroad nordwärts über Harford und Freeville nach Auburn eröffnet. 1895 erwarb ein Tochterunternehmen der Lehigh Valley Railroad (LV) die Southern Central Railroad, deren Strecke dabei betrieblich vollständig in die LV integriert wurde. Die LV gab nach dem Zweiten Weltkrieg den Personenverkehr auf und legte 1968 den Streckenabschnitt Auburn–Moravia vollständig still. Als die seit 1970 insolvente LV zum 1. April 1976 ihren Betrieb an die Consolidated Rail Corporation übergab, wurde der verbleibende Abschnitt der Auburn Branch zwischen Owego und Moravia ebenso wie die in Freeville kreuzende Strecke East Ithaca–Cortland aufgrund des geringen Verkehrsaufkommens nicht in das Conrail-Netz übernommen. Conrail führte zwar mit Subventionen des Bundesstaats New York den Betrieb befristet fort, doch verblieb die Infrastruktur zunächst bei der LV. Bis 1979 wurden schrittweise weitere Abschnitte stillgelegt, bis nur mehr der 44 km lange Abschnitt von Owego bis Harford Mills im Süden der Town Harford verblieb. Ab 1. Januar 1980 erbrachte anstelle von Conrail die Delaware and Hudson Railway (D&H) den Güterverkehr.
1981 erwarb die Tioga County Industrial Development Agency (IDA) des Tioga Countys die Strecke aus dem Vermögen der insolventen LV. Einschließlich der Transaktionskosten bezahlte die IDA hierfür 927.064 Dollar, wovon 720.000 Dollar durch die öffentliche Appalachian Regional Commission übernommen wurden. Die IDA vermietete die Strecke fortan für 63.000 Dollar pro Jahr an die D&H, die darauf weiterhin Güterverkehr erbrachte. Die D&H kündigte den Vertrag im Sommer 1985, nachdem mit der Schließung eines ARCO-Tanklagers in Harford ein signifikanter Frachtanteil entfiel. Am 14. April 1987 nahm die Tioga Central Railroad den Güterverkehr im Auftrag der IDA wieder auf.
1992 vergab die IDA den Auftrag zur Durchführung des Güterverkehrs an die neu gegründete Owego & Harford Railway (OHRY), die den Betrieb am 1. Mai 1992 aufnahm. Eigentümer der OHRY ist Steven C. May, der zum Zeitpunkt der Firmengründung zwei weitere Bahngesellschaften, die Lackawanna Valley Railroad und die Lackawanna Railway, im Raum Scranton betrieb. Unter der Bezeichnung Tioga Scenic Railroad bot die OHRY von 1992 bis 2005 zudem auch saisonalen touristischen Personenverkehr an.
Am 19. August 2020 gab die R. J. Corman Railroad Group bekannt, dass sie vorbehaltlich der Genehmigungen der Aufsichtsbehörden die Aktivitäten und Anlagen der Owego & Harford Railway sowie der beiden weiteren zwischenzeitlich von Steven May gegründeten Bahngesellschaften Lehigh Railway und Luzerne and Susquehanna Railway übernehmen wird. Die R. J. Corman-Gruppe hat dazu eine neue Tochtergesellschaft namens R. J. Corman Railroad Company/Owego & Harford Line, LLC gegründet.

## Infrastruktur
Die OHRY ist auf einer 44 km (26,7 Meilen) langen Bahnstrecke zwischen Owego und Harford Mills tätig, die Eigentum der Tioga County Industrial Development Agency (IDA) ist. Den Streckenunterhalt führt die OHRY im Auftrag der IDA durch.
In Owego, wo Übergang zur Southern Tier Line der Norfolk Southern Railway besteht, ist die Verwaltung der OHRY im früheren Empfangsgebäude der LV ansässig. Nebengleise zur Güterverladung oder Wagenabstellung waren 2020 in Owego, Flemingville, Newark Valley und Harford Mills vorhanden; ein holzverarbeitender Betrieb in Berkshire verlud gelegentlich direkt am Streckengleis.

## Verkehr
Im ersten Betriebsjahr, 1992, beförderte die OHRY nach eigenen Angaben 350 Güterwagen. 1995 wurden 800 Wagen verzeichnet, im Jahr 2015 rund 3300 Wagen. Transportiert werden vor allem Metallschrott und RESH, Sand, Düngemittel, Hackschnitzel sowie Flüssiggas. Der Übergang in das weitere amerikanische Bahnnetz erfolgt in Owego, wo Wagen mit der Norfolk Southern Railway und der Canadian Pacific Railway getauscht werden.
Für den gesamten Betrieb und Streckenunterhalt beschäftigte die OHRY 2015 zwölf Mitarbeiter.

## Fahrzeuge
Der OHRY stehen für den Güterverkehr zwei 2008 bzw. 2011 gebraucht erworbene, in den 1970er-Jahren gebaute Diesellokomotiven des Typs GE U23B (Betriebsnummern #2211 und #2302) sowie eine Maschine des Typs EMD SW1200 (#1216) zur Verfügung. Eine für die Tioga Scenic Railroad-Züge genutzte EMD SW1 (#40) ist abgestellt vorhanden. Die EMD GP9 mit der Betriebsnummer 151, mit der die OHRY den Betrieb 1992 aufnahm, wurde 2008 verschrottet; eine MLW RS-18 (#1811) 2012 verkauft. Die Wartung der Fahrzeuge erfolgt in einem kleinen Depot in Owego.